# Шабангу, Пол
Пол Шабангу (англ. Paul Shabangu; род. ок. 1943) занимал пост исполняющего обязанности премьер-министра Свазиленда с 29 сентября по 26 ноября 2003 года. Он был назначен после того, как кабинет был распущен в рамках подготовки к всеобщим выборам, и некоторое время руководил правительством из номера японского отеля. Он также служил личным секретарём короля.

## Биография
В течение 25 лет Шабангу был личным секретарём короля Мсвати III, а также работал в полиции. Он принял власть перед парламентскими выборами из рук Барнабаса Сибусисо Дламини, после чего был передан Абсалому Тембой Дламини после формирования нового кабинета. Большую часть времени он находился в гостиничном номере в Токио, откуда руководил работой правительства. Позже он был заместителем премьер-министра. Он также был главой совета по рассмотрению заявлений на получение гражданства, которые, однако, при его правлении на самом деле не удовлетворялись, и поэтому пришлось вернуть субсидию.